# تونی مارتینز
تونی مارتینز (انگلیسی: Toni Martínez؛ زادهٔ ۳۰ ژوئن ۱۹۹۷) یک فوتبالیست حرفه ای اسپانیایی است که در پست مهاجم برای باشگاه پورتو لیگ برتر پرتغال بازی می‌کند. مارتینز نماینده اسپانیا در سطح بین‌المللی در سطح جوانان بوده‌است.
از باشگاه‌هایی که در آن بازی کرده‌است می‌توان به باشگاه فوتبال وستهام یونایتد، باشگاه فوتبال رئال وایادولید، و باشگاه فوتبال رئال مورسیا اشاره کرد.
وی همچنین در تیم‌های ملی فوتبال زیر ۱۷ سال اسپانیا، زیر ۱۸ سال اسپانیا، و زیر ۱۹ سال اسپانیا بازی کرده‌است.